# Popcorn (melodi)
 For alternative betydninger, se Popcorn (flertydig). (Se også artikler, som begynder med Popcorn)
"Popcorn" er en tidlig elektronisk pop instrumental melodi komponeret 1969 af Gershon Kingsley, som første gang udkom på hans album Music to Moog By.
Samme år blev melodien udgivet og indspillet som single på Audio Fidelity Records-labelet i New York City. Kompositionen fik sit navn under et møde mellem Kingsley og Audio Fidelitys repræsentanter; Kingsley nævnte at nummeret ikke havde en titel og nogen foreslog "Popcorn", hvor pop står for popmusik og corn for kitsch.
Gruppen Hot Butters genindspilning fra 1972 blev et stort hit i mange lande. Denne udgave af nummeret er det mest kendte, endnu mere end den oprindelige. Popcorn har været en udbredt coverversion lige siden og er blevet indspillet af mange kunstnere.